# Уснули ратник
„Уснули ратник” је југословенски ТВ филм из 1963. године. Режирао га је Марио Фанели а сценарио је написао Иво Штивичић.

## Улоге
| Глумац         | Улога |
| -------------- | ----- |
| Божидар Бобан  |       |
| Иво Фици       |       |
| Јожа Грегорин  |       |
| Ана Карић      |       |
| Драго Митровић |       |
| Иван Шубић     |       |
| Мирко Војковић |       |